# Sphenomorphus bignelli
Sphenomorphus bignelli este o specie de șopârle din genul Sphenomorphus, familia Scincidae, descrisă de Werner Theodor Schmidt în anul 1932. Conform Catalogue of Life specia Sphenomorphus bignelli nu are subspecii cunoscute.